# Biotodoma
Biotodoma is een geslacht van straalvinnige vissen uit de familie van de cichliden (Cichlidae).

## Soorten
- Biotodoma cupido (Heckel, 1840)
- Biotodoma wavrini (Gosse, 1963)